# Сражение при Кутной Горе
Сражение при Кутной Горе (чеш. Bitva u Kutné Hory) — одно из сражений эпохи гуситских войн, произошедшее 21–22 декабря 1421 года во время второго крестового похода против гуситов.

## Перед сражением
После поражения первого крестового похода папа Мартин V приступил к организации новой антигуситской экспедиции. С этой целью уже в мае 1421 года на созванный в Обервезеле имперский сейм прибыл новый папский легат кардинал Бранда де Кастильоне. Он представил на обсуждение папскую буллу, призывающую к новому крестовому походу против гуситов.
Крестоносцы должны были войти на территорию Богемии с двух сторон. Первая армия Фридриха IV, маркграфа Мейсенского, составленная из сил, собранных немецкими князьями, должна была нанести удар с северо-запада. Вторая армия Сигизмунда Люксембургского, состоявшая в основном из венгерских войск, силезских рыцарей и войск из Нижней и Верхней Лужицы должна была атаковать Богемию со стороны Моравии.
Плохая координация действий или намеренное затягивание военных действий привели к тому, что Сигизмунд Люксембургский во главе своей армии вошел в Богемию только в конце 1421 года. 
Встреча крестоносцев и гуситов произошла недалеко от Кутной Горы. Сигизмунд подошел к городу 21 декабря 1421 года с планом захватить стратегически расположенный город. Гуситское командование решило защищать город. Кутная Гора была важна для обеих сторон конфликта, поскольку город занимал стратегическое положение в восточной Чехии, контролируя поток серебра, добываемого на близлежащих рудниках.

## Ход сражения
Полководец таборитов Ян Жижка, не уверенный в политической позиции горожан Кутной Горы, организовал оборону за городскими стенами. Его армия (12 тысяч человек) вместе с повозками окопалась, образовав прямоугольник, задняя часть которого опиралась на городские стены. 
Армия Сигизмунда (около 50 тысяч), заняв позиции напротив трех сторон гуситского прямоугольника, начала бой. Вначале таборитов атаковала венгерская кавалерия. Бои, в ходе которых гуситская артиллерия успешно отбивала венгерские атаки, продолжались до сумерек. 
Сигизмунд Люксембургский ждал результатов заговора его сторонников в Кутной Горе. В сумерках католические войска атаковали позиции гуситов, расположенные на западных холмах. В то же время часть венгерской кавалерии обошла гуситские лагеря на правом крыле и направилась к северным городским воротам, наиболее удаленным от таборитов. По условленному сигналу сторонники Люксембурга открыли ворота. 
Вторжение венгерской кавалерии в город положило начало резне сторонников гуситов. Поскольку сторонники Сигизмунда охраняли все ворота, Ян Жижка не смог прийти на помощь своим. С наступлением ночи гуситская армия, окруженная со всех сторон врагами, оказалась в крайне тяжелом положении.
Однако 22 декабря Жижка сгруппировал свои боевые повозки в колонну и атаковал позиции противника. Боевые повозки быстро продвигались вперед, открыв огонь из всех орудий. Колонна проделала брешь в линии Сигизмунда, позволив таборитам выйти из окружения. Сигизмунд решил не начинать преследование гуситов, поскольку он ошибочно полагал, что они потерпели полное поражение. Яну Жижке удалось вывести свои войска из окрестностей, и сформированная им колонна достигла Колина. 

## Результаты
После рождества, когда действовало перемирие, гуситы перешли в контрнаступление. Перегруппированная и усиленная армия Яна Жижки атаковала войска Сигизмунда Люксембургского, разбив их 6 января у деревни Небовиды (чеш. Nebovidy) и 8 января при Габрах (чеш. Habry). Окончательное поражение крестоносцев произошло в битве при Немецком Броде (современный Гавличкув-Брод). Опьяненная победой и нагруженная богатой добычей, гуситская армия 14 января 1422 года вернулась в Прагу.